# Hedwig Elionor de Schleswig-Holstein-Gottorp
  Hedwig Elionor de Schleswig-Holstein-Gottorp  (alemany: Hedwig Eleonora von Schleswig-Holstein-Gottorf)  (Castell de Gottorf, 23 d'octubre de 1636 - ciutat d'Estocolm, 24 de novembre de 1715) era una noble alemanya, filla de Frederic III (1597-1659) i de Maria Elisabet de Saxònia (1610-1684).

## Biografia
Hedwig Eleonora va néixer el 23 d'octubre de 1636 al Palau de Gottorp a Schleswig, fill del duc Frederic III d'Holstein-Gottorp i Maria Elisabet de Saxònia. Era la sisena dels setze fills de la parella. Un dia després del seu divuit aniversari, es va casar amb el rei Carles X Gustave de Suècia el 24 d'octubre de 1654. Charles Gustav era el cosí segon de la mare d'Hedwig Eleonora. Ell i Hedwig Eleonora també van ser cosins tercers dues vegades. El matrimoni es va organitzar com una aliança entre Suècia i Holstein-Gottorp contra el seu enemic mutu, Dinamarca. La reina Cristina de Suècia es va trobar amb Hedwig Eleonora a Holstein-Gottorp de camí a Roma després de la seva abdicació. A Christina li preocupava que Charles Gustav no estigués casat, i per això va suggerir el partit. El suggeriment va ser acceptat immediatament per Holstein-Gottorp, que va acceptar totes les demandes de Suècia, fet que va accelerar les negociacions. Hedwig Eleonora estava en aquell moment compromesa amb Gustav Adolph, duc de Mecklenburg-Güstrow, i la reina Cristina va recomanar a la germana gran d'Eduviga Eleonora, Magdalena Sibil·la de Holstein-Gottorp. Després d'haver vist retrats d'ambdues germanes, Charles Gustav va triar Hedwig Eleonora per la seva bellesa, i el seu actual promès estava casat en canvi amb Magdalena Sibylle. En el contracte matrimonial, a Hedwig Eleonora se li va concedir un dot de 20.000 riksdaler, 32.000 riksdaler com a dot i els ingressos dels feus de Gripsholm, Eskilstuna i Strömsholm.

### Reina de Suècia
Hedwig Eleonora va ser rebuda pel rei Carles X Gustav a Dalarö a Suècia el 5 d'octubre de 1654, i es va quedar al palau de Karlberg abans de la seva arribada oficial a Estocolm per al casament el 24 d'octubre. Va ser rebuda, vestida amb brocats de plata, per la reina vídua Maria Eleonora de Brandenburg al Palau Reial d'Estocolm, on es va celebrar el casament el mateix dia. Va ser coronada reina a Storkyrkan el 27 d'octubre. Poc després, el seu marit va marxar a Polònia per participar al Diluvi (història). Hedwig Eleonora va romandre a Suècia per al naixement del futur Carles XI el 24 de novembre de 1655 i el Nadal següent. La primavera de 1656, va deixar Suècia i va seguir Charles Gustav durant la seva campanya, durant la qual va mostrar força física i mental. Va estar present durant la batalla de Varsòvia (1656), durant la qual va rebre els elogis oficials de l'exèrcit suec al costat de la seva parella. Va tornar a Suècia a la tardor de 1656. A Suècia, va prendre el control de les seves terres de dot, que va controlar estrictament durant la seva vida. Després de la guerra Dano-Sueca (1657–1658), va ser cridada per unir-se al seu marit a Göteborg, després el va seguir a Gottorp i Wismar. Durant la guerra Dano-Sueca (1658-1660), ella i la seva cunyada Maria Eufrosyne de Pfalz van viure a Kronborg a Dinamarca després que fos presa pel general suec Carl Gustaf Wrangel. A Kronborg, Hedwig Eleonora va rebre la visita del seu marit i va entretenir els ambaixadors estrangers. Va visitar el palau de Frederiksborgs i va caçar al bosc amb l'ambaixador anglès. Durant la campanya de Falster, va entretenir els ambaixadors a Nyköbing Falster. Hedwig Eleonora va marxar a Göteborg el desembre de 1659, on s'havia de reunir el parlament suec el gener de 1660.

### Regència
Va ser reina de Suècia de 1654 a 1660, en haver-se casat per conveniències polítiques de la casa de Holstein-Gottop amb el rei Carles X Gustau de Suècia, a més de regent i primera dona de la Cort fins al 1715. Era una dona dominant i de forta voluntat, amb un pes determinant a la Cort sueca fins a la seva mort.
Després de la mort del seu marit, el 13 de febrer de 1660, va assumir la regència i presidenta del Consell de Regència del seu fill Carles XI des de 1660 a 1672 durant la seva minoria, i més tard durant un parell de mesos el 1697 durant el regnat del seu net Carles XII, així com durant la Gran Guerra del Nord entre els anys 1700 i 1713.
Segons la voluntat i testament de Charles Gustav, Hedwig Eleonora havia de ser la presidenta i la regent amb dos vots i una última paraula sobre la resta del consell: el poder sobre el govern era compartit amb cinc alts funcionaris, inclòs Per Brahe, però el seu vot havia de ser el preferit. El testament va ser immediatament impugnat pel consell, sobretot perquè el seu antic cunyat Adolph John I, comte palatí de Kleeburg, havia rebut el poder sobre l'exèrcit. L'endemà de la mort del seu marit, Hedwig Eleonora va enviar un missatge al consell dient-li que sabia que s'oposaven al testament i va exigir que es respectés. El consistori va respondre que primer s'ha de discutir la voluntat amb el parlament. En el següent consell a Estocolm el 13 de maig, el consell va intentar impedir que hi assistís. Es van qüestionar si seria bo per a la seva salut o convenient que una vídua assistís al consell, i que si no, seria difícil seguir enviant un missatger al seu quarter. La seva resposta que el consistori podria reunir-se sense ella i només informar-la quan ho consideressin necessari va ser atesa amb satisfacció per part del consistori. L'ostensible indiferència d'Hedwig Eleonora per la política va ser un gran alleujament per als senyors del govern guardià.
Malgrat el seu missatge inicial, Hedwig Eleonora va estar de fet present a totes les reunions del consell, excepte quan estava fora per administrar les seves terres de dot. Va utilitzar el seu càrrec de regent per protegir els interessos i els drets del seu fill envers el consistori, i per tant va veure com el seu deure estar informat i present en les decisions, tot i que no hi participava. Adolph John de Kleeburg havia perdut el comandament de l'exèrcit i la seva condició de príncep de Suècia, i el seu únic suport al consell venia de Magnus Gabriel De la Gardie . Conscient que no comptava amb prou suport al consistori per gestionar la seva pròpia política, no volia arriscar-se a ser maniobrada del seu càrrec impugnant el consistori.  Va coincidir amb la política exterior antidanesa i profrancesa durant els anys de regència. No obstant això, no li va agradar la guerra i va donar el seu suport al partit de la pau al consell: va donar el seu suport a la Pau d'Oliva, es va oposar sense èxit a la guerra contra Bremen, però va evitar amb èxit una proposta de guerra cap a Rússia, que es descriu com l'únic moment en què va forçar la seva voluntat al consell. La mateixa Hedwig Eleonora va descriure com no li agradava la política i la diplomàcia, i no va participar gaire en política durant la seva regència. La seva part menor en la política durant el seu temps com a regent va donar lloc al fet que el seu fill la va eximir quan després va acusar el govern guardià d'abús de poder durant la seva regència. Durant les primeres aparicions del seu fill al Parlament, només va parlar amb els membres del govern a través d'ella; li xiuxiuejava les preguntes que tenia al Parlament, i ella les feia alt i clar.
Després de la mort del seu fill el 5 d'abril de 1697, Hedwig Eleonora es va convertir de nou en la regent de Suècia, com a presidenta del Consell de Regència durant la minoria del seu net Carles XII. Aquesta vegada, la seva regència només va durar fins a la declaració de la majoria del seu net el desembre del mateix any. Durant la seva segona regència, va donar suport a l'aliança matrimonial entre Suècia i Holstein-Gottorp mitjançant el casament de la seva néta Hedvig Sophia de Suècia amb el duc de Holstein-Gottorp. Es va oposar a la primera declaració de majoria de Carles XII, però es va veure obligada a cedir. També va protestar sense èxit contra el fet que al seu net no se li va demanar que fes cap jurament en la seva coronació.
Durant la seva regència, va mantenir un registre exhaustiu dels seus contractes i comptes. Va gastar sumes importants per restaurar la grandesa de la cort, ja que la reina Cristina havia agafat molts dels tresors en la seva abdicació. Va poder cobrir aquests costos amb els importants ingressos de les seves terres personals. Va supervisar la construcció de múltiples mansions i palaus, inclòs el Palau de Drottningholm.

### Reina vídua

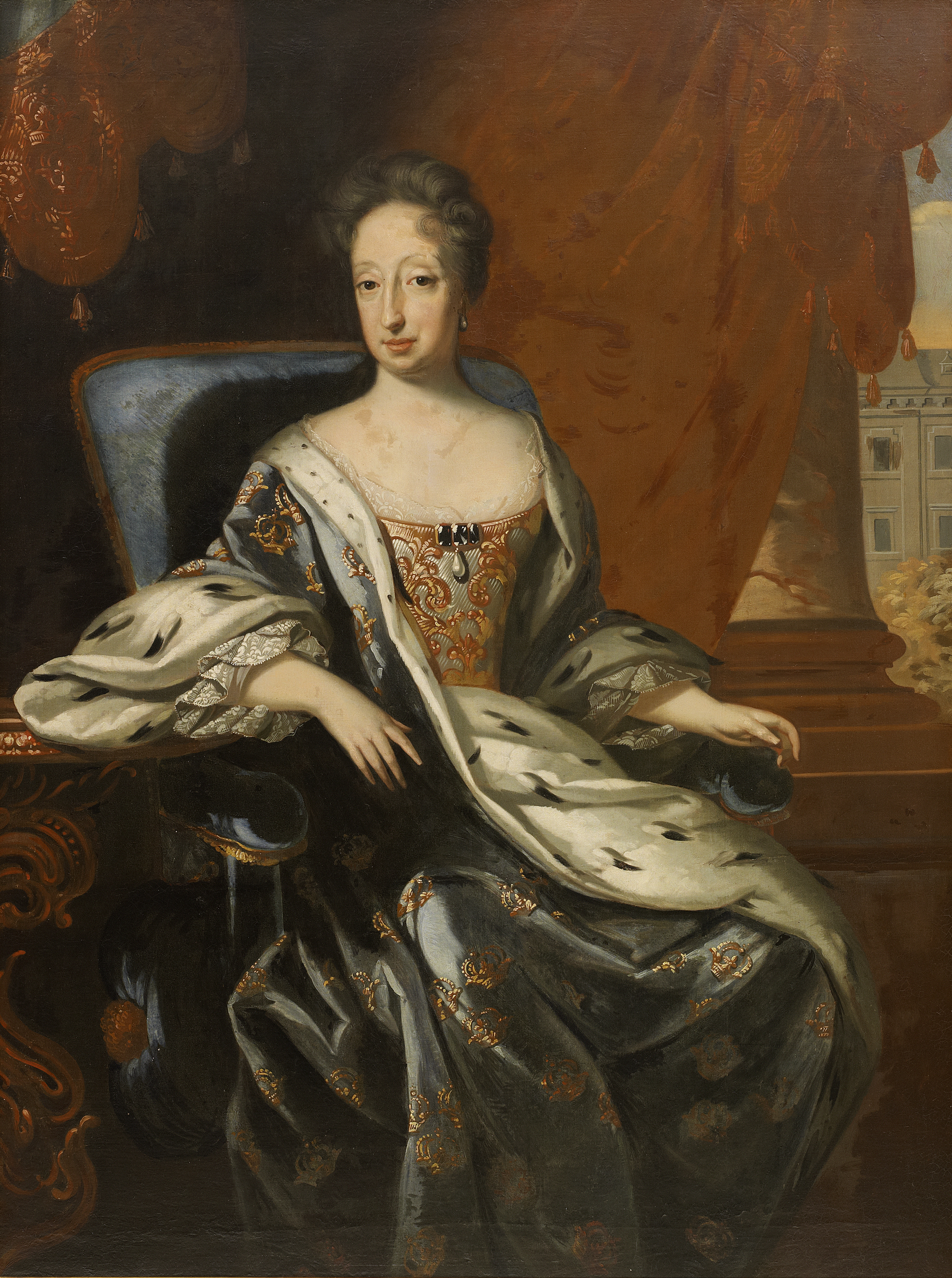
Hedwig Eleonora de Holstein-Gottorp de David von Krafft

Hedwig Eleonora va gaudir d'un gran respecte com a reina vídua. Es va centrar més en l'administració de les seves terres doterals i en la criança del seu fill que en la política. En la seva educació del seu fill Carles XI, es va centrar en la religió i la formació moral i física i l'atletisme més que en els estudis acadèmics, i se li ha criticat per haver-lo malcriat per no haver-lo obligat a cursar els seus estudis. Tot i que ella mateixa estava interessada per la cultura i les ciències, no li va exigir cap exigència i li va permetre saltar-se els estudis: com que tenia una salut fràgil durant la infància, va trobar més important per a ell enfortir el seu cos, i disciplinar la seva moral mitjançant estudis de religió.
El 1661, Hedwig Eleonora va ser considerada una possible esposa del rei Carles II d'Anglaterra. No en va sortir res, però, ja que va rebutjar la proposta: el motiu oficial de la seva negativa va ser que va afirmar que volia romandre fidel al seu marit mort. El 1667, el jove noble comte Carl Gyllenstierna (1649–1723), va ser nomenat camarlenc d'Hedwig Eleonora. Es va convertir en el seu favorit,  va servir com el seu missatger durant la Guerra d'Escània, va ser ascendit a governador general de les seves terres doteres el 1679 i va rebre el títol de comte el 1687. Carl Gyllenstierna era el favorit d'Hedwig Eleonora i ha estat assenyalat com el seu amant, i encara que això no està confirmat, la seva ràpida carrera a la cort es va atribuir a la seva bona aparença.  Hi ha una llegenda que la residència de Gyllenstierna, el Palau Steninge, va ser construïda amb un passatge secret des del seu dormitori fins al dormitori de l'anomenada Ala de la Reina, que va ser utilitzat per Hedwig Eleonora durant les seves visites freqüents. Durant els seus últims anys, Hedwig Eleonora va ser criticada per la seva preferida, Anna Catharina von Bärfelt, la influència de la qual va provocar un conflicte obert amb Gyllenstierna. Bärfelt era conegut per rebre suborns dels suplicants a la reina vídua i es rumorejava que li robaria. Gyllenstierna va fer un ultimàtum i va demanar a Hedwig Eleonora que escollissin entre ell i Bärfelt, la qual cosa va fer que Bärfelt fos desterrat de la cort després que Gyllenstierna s'hagués format una aliança amb Christina Piper, Beata Sparre, la mestressa de la túnica Märta Berendes, Arvid Horn i el capellà de la cort Molin. La nit abans de la seva marxa, Gyllenstierna va haver de tancar la porta a l'habitació d'Hedwig Eleonora per evitar que Bärfelt contactés amb la reina vídua.
Hedwig Eleonora es va correspondre amb els seus parents alemanys i sovint els va entretenir com a convidats: va criar la seva neboda Magdalena Sibylla de Hesse-Darmstadt com a fill adoptiu, així com la neboda del seu difunt marit, Juliana de Hesse-Eschwege. Durant molt de temps es va entendre extraoficialment que aquesta última era la futura reina per matrimoni amb Carles XI quan es va convertir en adult, però el pla va ser abandonat quan Juliana va donar a llum un fill fora del matrimoni (1672). Hedwig Eleonora va fer enviar Juliana al camp, però quan va tenir un segon fill, es va casar a la força amb el pare i la van expulsar.
Hedwig Eleonora va tenir una relació molt estreta amb el seu fill, Carles XI, que "es va mantenir amb ella completament i sense reserves".  El va acompanyar durant els seus viatges pel país, i durant la guerra escaniana, sovint es va quedar a Vadstena, on la va visitar des del front de guerra, per estar més a prop d'ell. Fins i tot després del matrimoni del seu fill amb Ulrike Eleonora de Dinamarca, va mantenir essencialment la seva posició com a primera dama de la cort. Carles XI es va referir a la seva mare com "La Reina" o "Sa Majestat la Reina La meva estimada dama mare" i a Ulrike Eleonora simplement com "La meva dona". Els ambaixadors estrangers, conscients d'això, sempre van presentar els seus respectes a Hedwig Eleonora primer, i després a Ulrike Eleonora. L'hostilitat entre i Holstein-Gottorp i Dinamarca també va fer tensa la relació entre Hedwig Eleonora i la seva nora danesa.  Carles XI discutia regularment els afers d'estat amb la seva mare, i encara que no sembla que ella l'influís a propòsit, ell respectava les seves opinions i normalment les seguia.
Es creu que Carles XI es va veure afectat per la seva mare quan va jutjar el Catecisme dels bisbes Terseri, Spegel i Emporagi com a heretgia: se sap que a Edvige Eleonora li desagradava especialment el catecisme del bisbe Emporagi, perquè definia les dones com a propietat. També es creu que les decisions de Carles XI en l'àmbit del rang i de l'art estan influenciades per ella.
El seu net Carles XII li tenia un gran respecte. Hi ha un episodi conegut de l'anomenada Fúria de Gottorp, quan Carles XII passava el temps bevent i festejant amb el seu cunyat i el seu nebot Frederic IV, duc d'Holstein-Gottorp. En una ocasió, Carles XII, en estat d'embriaguesa, es va trobar amb la seva àvia, a la qual li va dirigir una llarga mirada i després li va girar l'esquena. Va reaccionar buidant la tassa i dient: “La meva graciosa dama àvia està encantada de perdonar-me. D'ara endavant no beuré mai més vi”, promesa que va complir. Durant la Gran Guerra del Nord, va representar el seu net absent i va rebre els ambaixadors estrangers en el seu lloc. Segons els seus informes, els tractava amb silenci o podia riure's d'ells.
Hedwig Eleonora era la més propera a la seva néta gran, Hedwig Sophia, i després de la mort d'Edwig Sophia, va donar suport al fill d'Edwig Sophia, Carles Frederic, duc d'Holstein-Gottorp, com a hereu del tron després de Carles XII abans que la seva néta menor, Ulrika Eleonora. Els partidaris de Carles Frederic també desitjaven que Hedwig Eleonora fos nomenada regent durant la minoria de Carles Frederic, en cas que tingués èxit. El 1713, però, es va veure obligada a persuadir Ulrika Eleonora perquè acceptés el càrrec de regent durant l'absència de Carles XII. Va donar suport al matrimoni d'Ulrika Eleonora amb Frederic de Hesse amb la idea que Ulrika Eleonora es traslladaria a Hesse, la qual cosa facilitaria que Carles Frederic succeís al tron suec.
Hedwig Eleonora ha estat descrita com a ferma i dominant; era popular a la cort pel seu humor i per la seva afició a les festes, i els seus empleats la consideraven estricta però justa. Entre els interessos d'Hedwig Eleonora hi havia l'arquitectura i la pintura, així com jugar a cartes; la seva gana per les apostes era gran, i es diu que va continuar jugant fins ben entrada la nit. Quan el seu període de dol va acabar oficialment el 1663, la cort es va veure desbordada per les festes organitzades per la reina vídua. En el marc de les festes, va obrir els teatres Bollhuset i Lejonkulan. També va adquirir el primer balneari de Suècia, Medevi (1688). Va patrocinar artistes com Nicodemus Tessin the Younger i David Klöcker Ehrenstrahl.
Més que interessada en la política, la seva ambició era la d'ostentar la posició dominant de primera dama del país. Va portar a terme una política d'aliances favorable a França i hostil a Dinamarca. Hedwig Elionor va gaudir sempre d'un gran respecte popular com a reina vídua del Regne. Amb tot, se sap que va tenir diversos amants, especialment el jove comte Carles Gyllenstierna (1649-1723), una aventura que va començar el 1668 i va continuar durant la resta de la seva vida. Gyllenstierna va ser nomenat camarlenc de la reina el 1667. Durant la guerra de 1675-1679, ell era el missatger de la reina. I va ser nomenat comte el 1687.

## Matrimoni i fills
El 24 d'octubre de 1654 es va casar a Estocolm amb el rei Carles X Gustau de Suècia (1622-1660), fill del comte palatí Joan Casimir de Zweibrücken-Kleeburg i de la princesa sueca Caterina Vasa. El matrimoni va tenir un únic fill, Carles XI (1655-1696), que es va casar amb Ulrica Elionor de Dinamarca (1656-1693).